# Sylvania (Geórgia)
Sylvania é uma cidade localizada no estado americano de Geórgia, no Condado de Screven.

## Demografia
Segundo o censo americano de 2000, a sua população era de 2675 habitantes.
Em 2006, foi estimada uma população de 2541, um decréscimo de 134 (-5.0%).

## Geografia
De acordo com o United States Census Bureau tem uma área de 9,8 km², dos quais 9,8 km² cobertos por terra e 0,0 km² cobertos por água.

## Localidades na vizinhança
O diagrama seguinte representa as localidades num raio de 32 km ao redor de Sylvania.